# Markus Werba
Markus Werba (14 de noviembre de 1973, Hermagor, Austria) es un cantante de ópera barítono austríaco.

## Biografía
Markus Werba nació el 14 de noviembre de 1973 en Villach (Austria). Estudió en la Universidad de Música y Arte Dramático de Viena con Walter Berry. Ha ganado competiciones en Austria, Eslovaquia, Japón e Italia. En 2003, debutó en La Scala de Milán y en 2010 en el Metropolitan Opera con Ariadna en Naxos. Ha destacado sobre todo en su interpretación de Papageno en la ópera (La flauta mágica), de Mozart, rol que ha interpretado en el Festival de Salzburgo, Palermo, Ferrara, Berlín y Bolonia, Los Angeles Opera y el Teatro Colón, así como en la Ópera Estatal de Viena.

## Repertorio
- Harlequin en Ariadne auf Naxos.
- Billy Budd en Billy Budd.
- Olivier en Capriccio.
- Guglielmo en Cosi fan tutte.
- Falke en Die Fledermaus.
- Papageno en La Flauta Mágica.
- Posa en Don Carlos.
- Don Giovanni en Don Giovanni.
- Hamlet en  Hamlet.
- Figaro en El barbero de Sevilla.
- Marcello en La Boheme.
- Mercurio en La Calisto.
- Dandini en La Cenerentola.
- Count Almaviva en Las bodas de Fígaro.
- Belcore en L'elisir d'amore.
- Pelléas en Pelléas et Mélisande.
- Beckmesser en Die Meistersinger.
- Wolfram  en Tannhauser.
- Athanaël en Thaïs.

## Discografía
DVD
- Heinrich Marschner, Hans Heiling (M.Werba, A.C.Antonacci, H.Lippert, G.Fontana; regia P.L.Pizzi)  2004 Cagliari, Teatro Lírico. Dynamic 33467/1-2
- Wolfang Amadeus Mozart, La finta giardiniera (Gens,Kučerová,Reinprecht, Donose, Ainsley, Graham-Hall, Werba, Ivor Bolton) 2006 Mozarteum Orchestra Salzburg.
- Franz Schubert, Alfonso und Estrella (Mei, Trost, Werba) Orchestra and Chorus of Teatro Lirico di Cagliari.